# Environmental Toxicology
Environmental Toxicology, abgekürzt Environ. Toxicol., ist eine wissenschaftliche Fachzeitschrift, die vom Wiley-Blackwell-Verlag veröffentlicht wird. Derzeit erscheint die Zeitschrift mit zwölf Ausgaben im Jahr. Es werden Arbeiten zur Umwelt- und Ökotoxikologie veröffentlicht.
Der Impact Factor der Zeitschrift lag im Jahr 2018 bei 2,649.